# Kaurane
| Kauran         |                     |
| Strukturformel | Struktur von Kauran |
| CAS-Nummer     | 1573-40-6           |
| PubChem        | 65390               |
| Summenformel   | C20H34              |
| Molare Masse   | 274,5 g·mol−1       |

Kaurane sind sekundäre Naturstoffe aus der Klasse der Diterpene. Das tetracyclische Kaurangerüst besteht aus drei anellierten Cyclohexanringen sowie einem Cyclopentanring, der einen Cyclohexanring überbrückt. Bei den seco-Kauranen wurde mindestens eine C-C-Bindung des Kaurangerüstes oxidativ gespalten. Es sind Vertreter beider Enantiomere des Kaurangerüstes (Kauran und ent-Kauran) bekannt, häufig ist jedoch die absolute Stereochemie nicht experimentell geklärt, sondern nur aufgrund von Analogien hergeleitet.

## Vorkommen

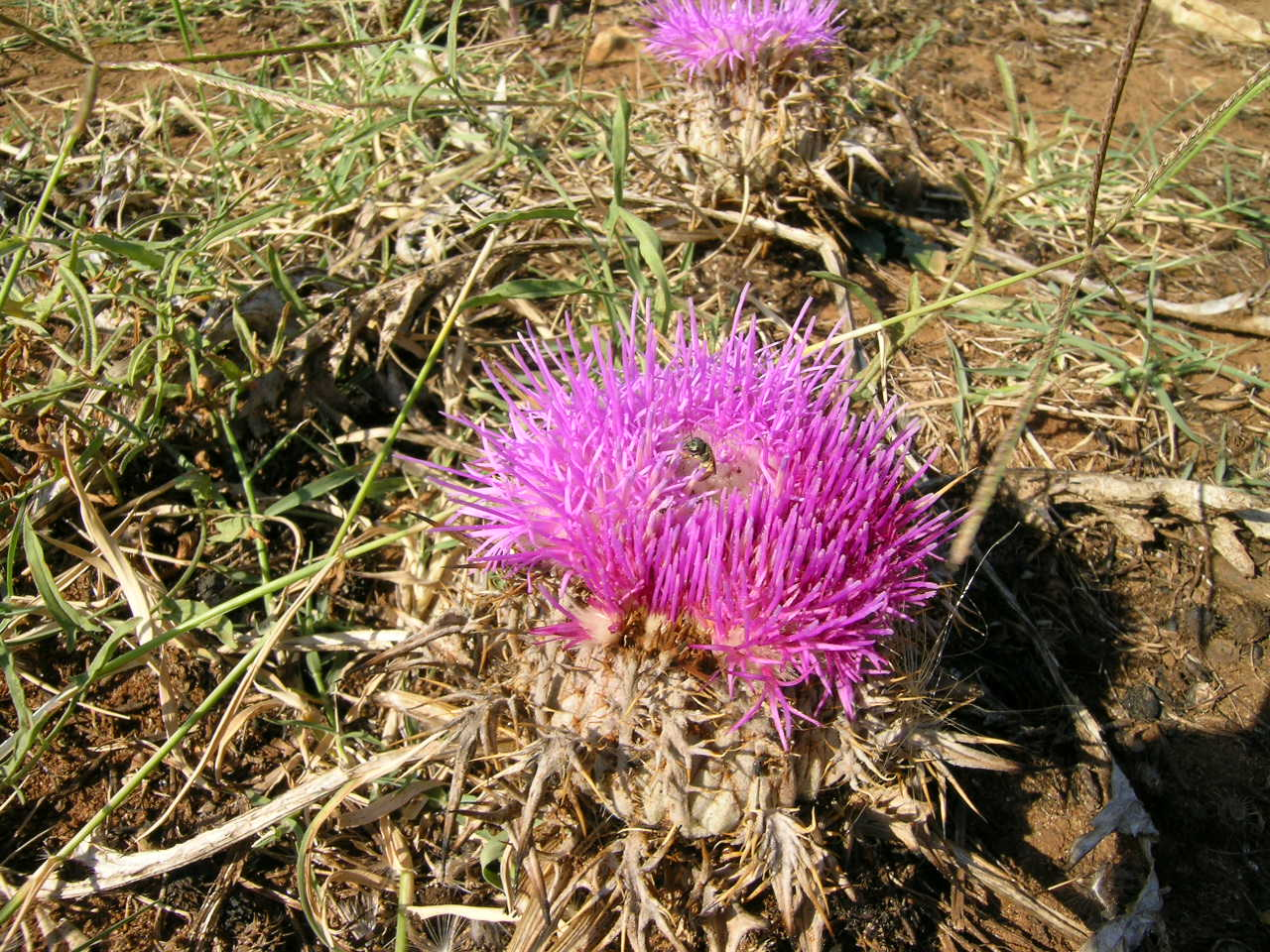
Gummi-Spindelkraut (Atractylis gummifera) enthält Atractylosid

Kaurane kommen fast ausschließlich in Pflanzen vor. Es sind ca. 1500 unterschiedliche Kaurane sowie ca. 300 seco-Kaurane bekannt, die insbesondere in folgenden Pflanzenfamilien nachgewiesen wurden:
- Lamiaceae: ca. 800 Kaurane. Besonders groß ist die Vielfalt in der Gattung Isodon (Synonym Rabdosia).[3]
- Asteraceae (Compositae): ca. 400 Kaurane,  z. B. in der Gattungen Helianthus und Stevia. Ein Beispiel für ein sehr giftiges Kauranglykosid ist das Atractylosid aus Atractylis gummifera.
- Annonaceae: ca. 80 Kaurane, z. B. in der Gattung Xylopia
- Euphorbiaceae: ca. 40 Kaurane

In Pilzen lässt sich vor allem 19-Kaurensäure nachweisen, die ein Biosynthesezwischenprodukt zu den Gibberellinen darstellt, die sowohl in Pilzen als auch in Pflanzen vorkommen. Obwohl komplexere Kaurane in der Natur fast nur von Pflanzen produziert werden, gelingt es durch Einbau der aus den Pflanzen bekannten Biosynthesegene in kultivierbare Mikroorganismen (z. B. in die Hefe Saccharomyces) Kaurane durch Fermentation zu produzieren. Ob die durch dieses Verfahren mittels genetisch modifizierter Hefen produzierten Verbindungen als natürlich einzustufen sind, ist jedoch umstritten.

## Biosynthese
Die Biosynthese der Kaurane erfolgt über Cyclisierung des acyclischen Geranylgeraniol zum bicyclischen Copalyldiphosphat (Diterpengrundgerüst Labdan). Im nächsten Schritt wird das tetracyclische Kaurangerüst durch das Enzym Kaurensynthase gebildet. Oxidationen, Veresterungen oder Glykosylierungen finden erst nach Cyclisierung zum Kaurangerüst statt. Die Biosynthese der süßen und damit kommerziell interessanten Steviolglykoside ist im Detail bis auf enzymatischer und genetischer Ebene geklärt, so dass sie mittels heterologer Expression der entsprechenden Gene in Hefen als Expressionssystem gezielt produziert werden können.

## Verwendung

Rebaudiosid A

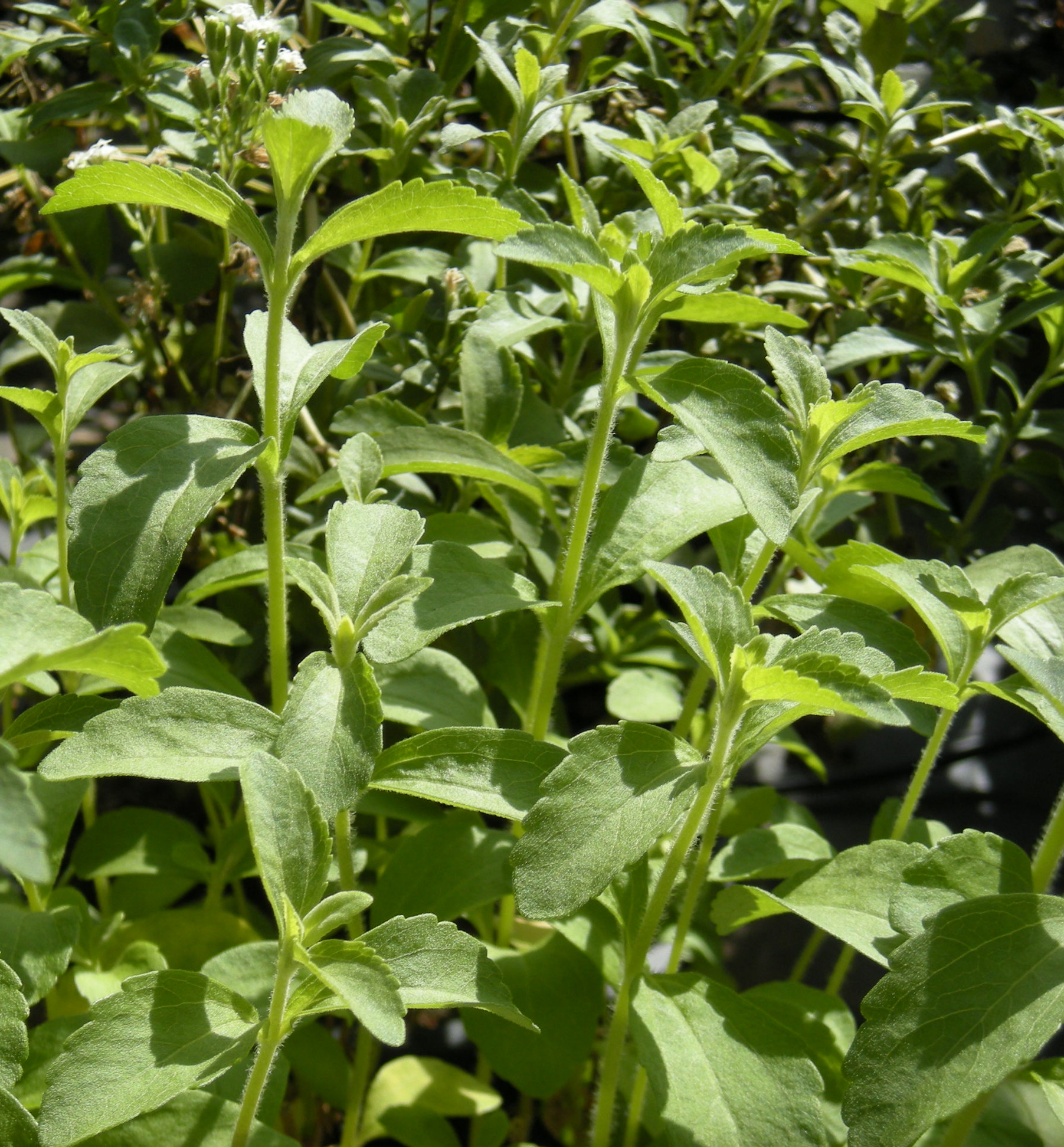
Süßkraut (Stevia rebaudiana)

Einige Kauranglykoside sind bis zu 250 mal süßer als Zucker. Süße Kauranglykoside, die Stevioside, sind vor allem aus der Asteraceae Stevia rebaudiana bekannt, kommen aber auch in anderen Pflanzenarten vor, z. B. das Rubusosid in Blättern der Brombeerart Rubus suavissimus (Rosaceae). Extrakte aus Stevia rebaudiana sowie daraus isolierte Reinsubstanzen, insbesondere das nicht so sehr nach Lakritz schmeckende Rebaudiosid A, werden als natürliche Süßstoffe eingesetzt.

## Externe Links zu erwähnten Verbindungen
1. ↑  Externe Identifikatoren von bzw. Datenbank-Links zu Kauran:  CAS-Nr.: 1573-40-6, PubChem: 65390, ChemSpider: 21865264, Wikidata: Q27116877.